# قائمة أطول الجبال في المجموعة الشمسية

جبل أوليمبوس على كوكب المريخ، أطول جبل على كواكب المجموعة الشمسية، مقارنة بجبل إفرست وماونا كيا على الأرض (المرتفعات الظاهرة أعلى مستوى سطح البحر، والتي تختلف عن ارتفاعات «القاعدة إلى الذروة» الواردة أدناه)

هذه قائمة بأطول الجبال في المجموعة الشمسية، أي أعلى قمة على كواكب المجموعة الشمسية، حيث تم قياس الجبال المهمة؛ في بعض الحالات يتم أيضًا سرد أعلى قمم لفئات مختلفة في ذلك العالم. يعتبر بركان الدرع الضخم أوليمبوس على المريخ أطول جبل على أي كوكب في المجموعة الشمسية بارتفاع قدره في 21.9 كم. بعد اكتشافه في عام 1971، كان أطول جبل معروف في المجموعة الشمسية، وظل كذلك لمدة 40 عامًا، لكن في عام 2011 تم العثور على الذروة المركزية للحفرة Rheasilvia على الكويكب وprotoplanet Vesta التي لها ارتفاع مماثل. بسبب القيود المفروضة على دقة القياسات وعدم وجود تعريف دقيق لـ «الأساس» الذي يتم القياس نسبة إليه، من الصعب تحديد أي منها أطول.

## القائمة
مذكور المرتفعات من «القاعدة إلى الذروة»، لأنه لا يوجد مكافئ للارتفاع فوق مستوى سطح البحر في عوالم أخرى.
| العالم   | أعلى قمة (قمم)                     | ارتفاع "القاعدة إلى الذروة"           | % نسبة الارتفاع إلى نصف القطر | سبب تكونه              | ملاحظات |
| -------- | ---------------------------------- | ------------------------------------- | ----------------------------- | ---------------------- | --- |
| عطارد    | Caloris Montes                     | ≤ 3 كـم (1.9 ميل)                     | 0.12                          | impact                 | Formed by the Caloris impact |
| الزهرة   | Skadi Mons (Maxwell Montes massif) | 6.4 كـم (4.0 ميل) (11 km above mean)  | 0.11                          | tectonic               | Has radar-bright slopes due to metallic Venus snow, possibly lead sulfide                                                                        |
| الزهرة   | Maat Mons                          | 4.9 كـم (3.0 ميل) (approx.)           | 0.081                         | volcanic               | Highest volcano on Venus |
| الأرض    | Mauna Kea and Mauna Loa            | 10.2 كـم (6.3 ميل)                    | 0.16                          | volcanic               | Just 4.2 كيلومتر (2.6 ميل) of this is above sea level                                                                                            |
| الأرض    | Haleakala                          | 9.1 كـم (5.7 ميل)                     | 0.14                          | volcanic               | Rises 3.1 km above sea level |
| الأرض    | Pico del Teide                     | 7.5 كـم (4.7 ميل)                     | 0.12                          | volcanic               | Rises 3.7 km above sea level |
| الأرض    | Denali                             | 5.3 إلى 5.9 كـم (3.3 إلى 3.7 ميل)     | 0.093                         | tectonic               | Tallest mountain base-to-peak on land |
| الأرض    | Mount Everest                      | 3.6 إلى 4.6 كـم (2.2 إلى 2.9 ميل)     | 0.072                         | tectonic               | 4.6 km on north face, 3.6 km on south face; highest elevation (8.8 km) above sea level (but not among the tallest from base to peak)             |
| Moon     | Mons Huygens                       | 5.5 كـم (3.4 ميل)                     | 0.32                          | impact                 | Formed by the Imbrium impact |
| Moon     | Mons Hadley                        | 4.5 كـم (2.8 ميل)                     | 0.26                          | impact                 | Formed by the Imbrium impact |
| Moon     | Mons Rümker                        | 1.1 كـم (0.68 ميل)                    | 0.063                         | volcanic               | Largest volcanic construct on the Moon |
| Mars     | Olympus Mons                       | 21.9 كـم (14 ميل)                     | 0.65                          | volcanic               | Rises 26 km above northern plains, 1000 km away. Summit calderas are 60 x 80 km wide, up to 3.2 km deep; scarp around margin is up to 8 km high. |
| Mars     | Ascraeus Mons                      | 14.9 كـم (9.3 ميل)                    | 0.44                          | volcanic               | Tallest of the three Tharsis Montes |
| Mars     | Elysium Mons                       | 12.6 كـم (7.8 ميل)                    | 0.37                          | volcanic               | Highest volcano in Elysium |
| Mars     | Arsia Mons                         | 11.7 كـم (7.3 ميل)                    | 0.35                          | volcanic               | Summit caldera is 108 إلى 138 كيلومتر (67 إلى 86 ميل) across                                                                                     |
| Mars     | Pavonis Mons                       | 8.4 كـم (5.2 ميل)                     | 0.25                          | volcanic               | Summit caldera is 4.8 كيلومتر (3.0 ميل) deep |
| Mars     | Anseris Mons                       | 6.2 كـم (3.9 ميل)                     | 0.18                          | impact                 | Among the highest nonvolcanic peaks on Mars, formed by the Hellas impact                                                                         |
| Mars     | Aeolis Mons ("Mount Sharp")        | 4.5 إلى 5.5 كـم (2.8 إلى 3.4 ميل)     | 0.16                          | deposition and erosion | Formed from deposits in Gale crater؛ the MSL rover has been ascending it since November 2014.                                                    |
| 4 فيستا  | Rheasilvia central peak            | 22 كـم (14 ميل)                       | 8.4                           | impact                 | Almost 200 كيلومتر (120 ميل) wide. See also: List of largest craters in the Solar System                                                         |
| سيريس    | Ahuna Mons                         | 4 كـم (2.5 ميل)                       | 0.85                          | cryovolcanic           | Isolated steep-sided dome in relatively smooth area; max. height of ~ 5 km on steepest side; roughly antipodal to largest impact basin on Ceres  |
| Io       | Boösaule Montes "South"            | 17.5 إلى 18.2 كـم (10.9 إلى 11.3 ميل) | 1.0                           | tectonic               | Has a 15 كيلومتر (9 ميل) high scarp on its SE margin                                                                                             |
| Io       | Ionian Mons east ridge             | 12.7 كـم (7.9 ميل) (approx.)          | 0.70                          | tectonic               | Has the form of a curved double ridge |
| Io       | Euboea Montes                      | 10.3 إلى 13.4 كـم (6.4 إلى 8.3 ميل)   | 0.74                          | tectonic               | A NW flank landslide left a 25,000 km3 debris apron                                                                                              |
| Io       | unnamed (245° W, 30° S)            | 2.5 كـم (1.6 ميل) (approx.)           | 0.14                          | volcanic               | One of the tallest of Io's many volcanoes, with an atypical conical form                                                                         |
| ميماس    | Herschel central peak              | 7 كـم (4 ميل) (approx.)               | 3.5                           | impact                 | See also: List of largest craters in the Solar System                                                                                            |
| ديون     | Janiculum Dorsa                    | 1.5 كـم (0.9 ميل)                     | 0.27                          | tectonic               | Surrounding crust depressed ca. 0.3 km. |
| تيتان    | Mithrim Montes                     | ≤ 3.3 كـم (2.1 ميل)                   | 0.13                          | tectonic               | May have formed due to global contraction |
| تيتان    | Doom Mons                          | 1.45 كـم (0.90 ميل)                   | 0.056                         | cryovolcanic           | Adjacent to Sotra Patera, a 1.7 كيلومتر (1.1 ميل) deep collapse feature                                                                          |
| إيابيتوس | equatorial ridge                   | 20 كـم (12 ميل) (approx.)             | 2.7                           | uncertain              | Individual peaks have not been measured |
| أوبيرون  | unnamed ("limb mountain")          | 11 كـم (7 ميل) (approx.)              | 1.4                           | impact (?)             | A value of 6 km was given shortly after the Voyager 2 encounter                                                                                  |
| بلوتو    | Tenzing Montes, peak "T2"          | ~6.2 كـم (3.9 ميل)                    | 0.52                          | tectonic (?)           | Composed of water ice; named after Tenzing Norgay                                                                                                |
| بلوتو    | Piccard Mons                       | ~5.5 كـم (3.4 ميل)                    | 0.46                          | cryovolcanic (?)       | ~220 km across; central depression is 11 km deep                                                                                                 |
| بلوتو    | Wright Mons                        | ~4.7 كـم (2.9 ميل)                    | 0.40                          | cryovolcanic (?)       | ~160 km across; summit depression ~56 km across and 4.5 km deep                                                                                  |
| شارون    | Butler Mons                        | ≥ 4.5 كـم (2.8 ميل)                   | 0.74                          | tectonic (?)           | Vulcan Planitia, the southern plains, has several isolated peaks, possibly tilted crustal blocks                                                 |
| شارون    | Dorothy central peak               | ~4.0 كـم (2.5 ميل)                    | 0.66                          | impact                 | North polar impact basin Dorothy, Charon's largest, is ∼240 km across and 6 km deep                                                              |

## معرض الصور
يتم عرض الصور التالية بترتيب تنازلي وفق ارتفاع «القاعدة إلى الذروة». 

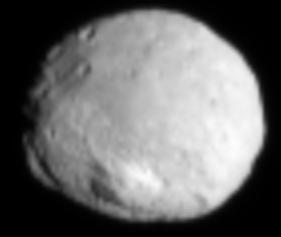
الذروة المركزية لحفرة فيستا في ريسيلفيا  [لغات أخرى]‏ ، التي التقطها داون من 100000   كم
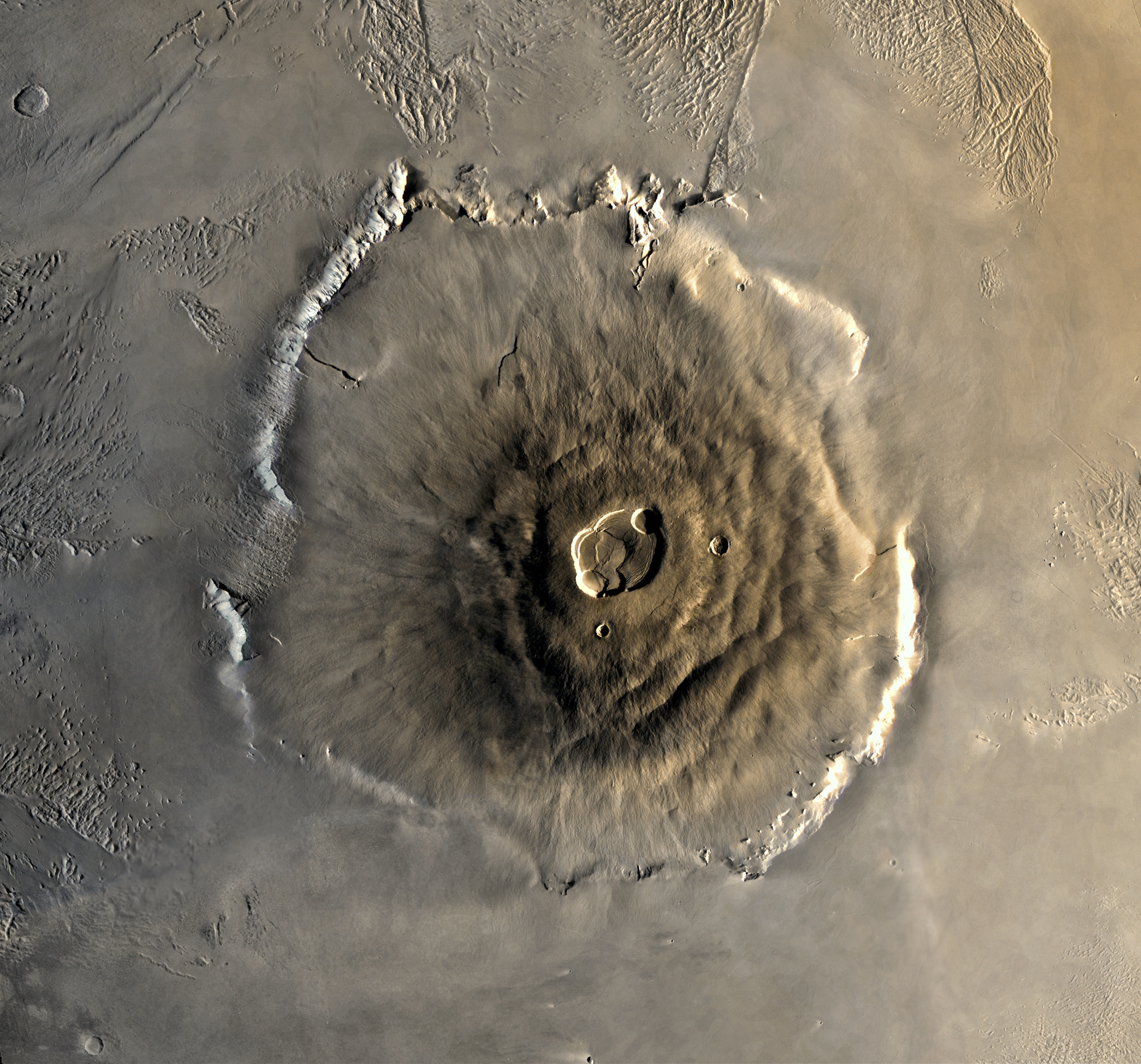
أوليمبوس مونس على سطح المريخ كما شوهد من فايكنغ 1 في عام 1978
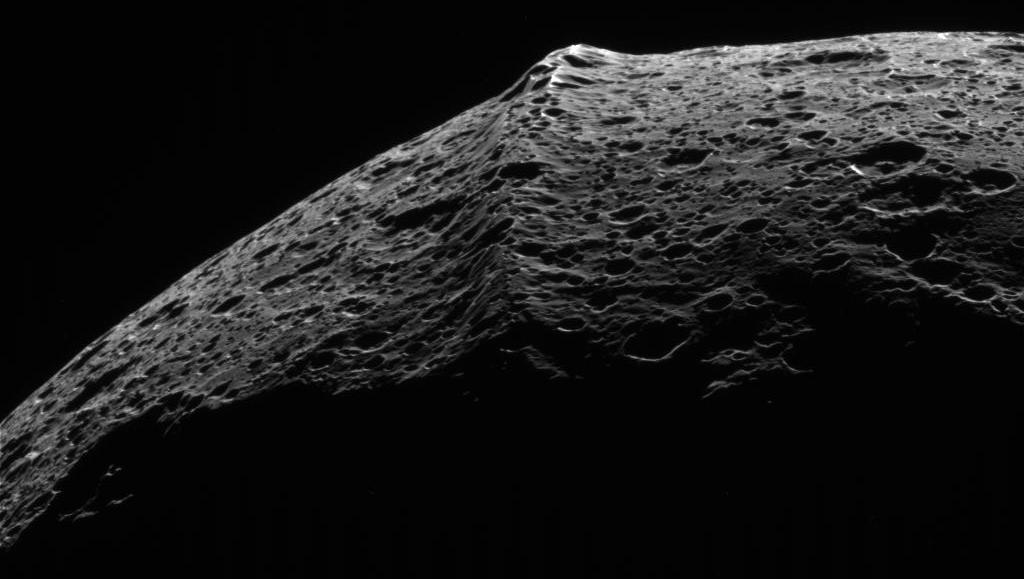
صورة كاسيني للتلال الاستوائية Iapetus
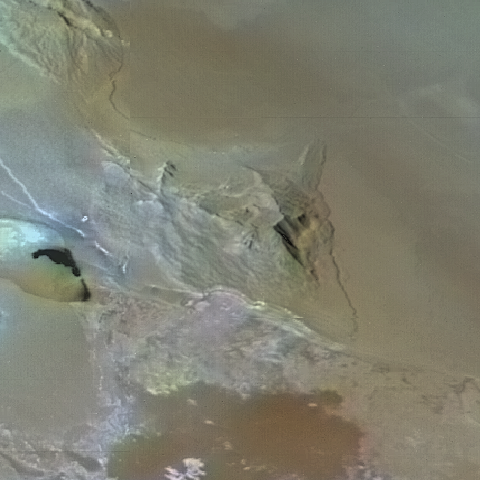
فوياجر 1 صورة لأعلى قمة لـ Io ، Boösaule Montes "South"
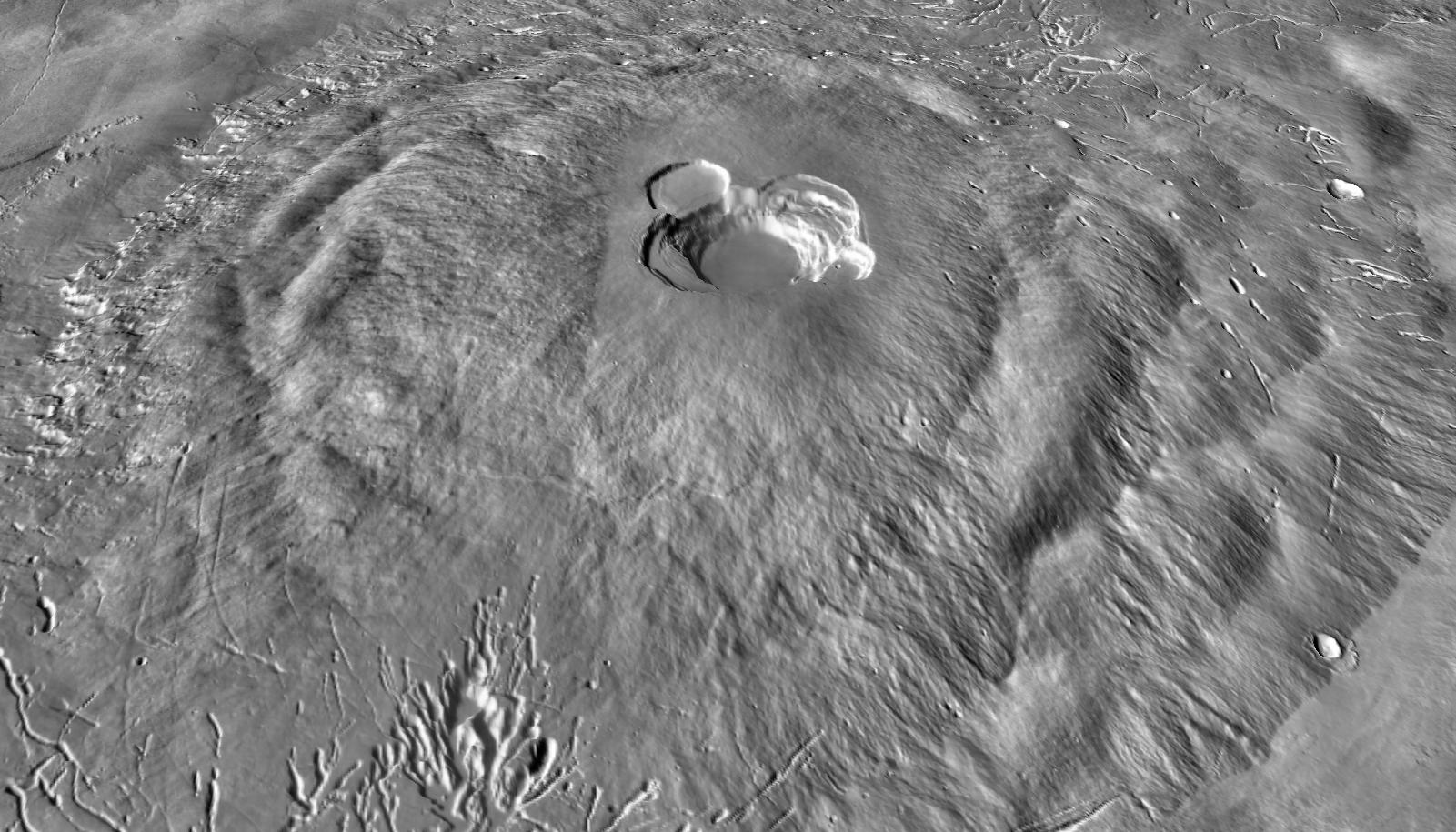
قمة اسكريوس ( THEMIS IR مع MOLA قياس الارتفاعات، وتمتد العمودي بقوة 3x)، المريخ
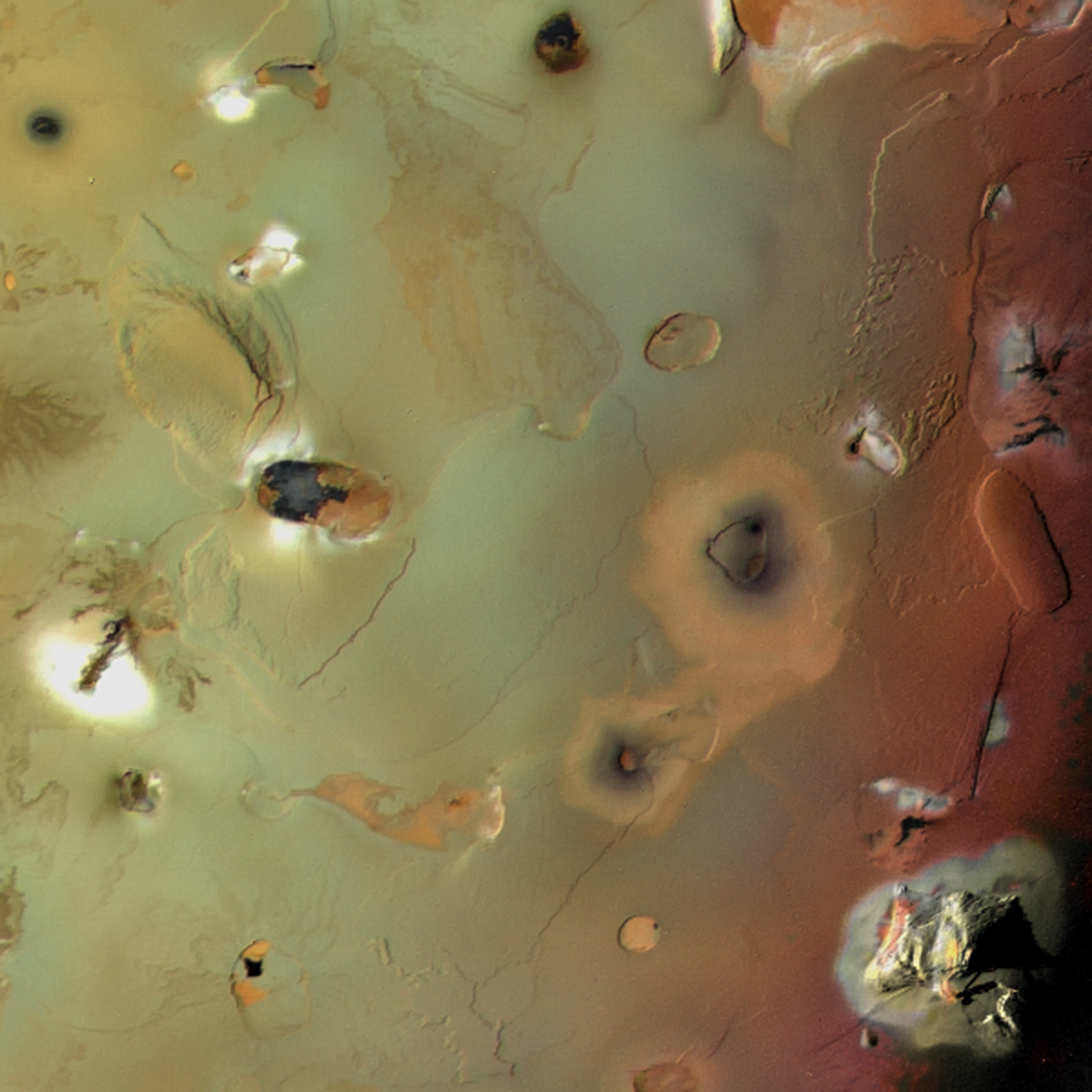
إيو يونتيس مونتيس  [لغات أخرى]‏ (أسفل أعلى اليسار) وهايموس مونتيس (أسفل اليمين) ؛ شمال اليسار
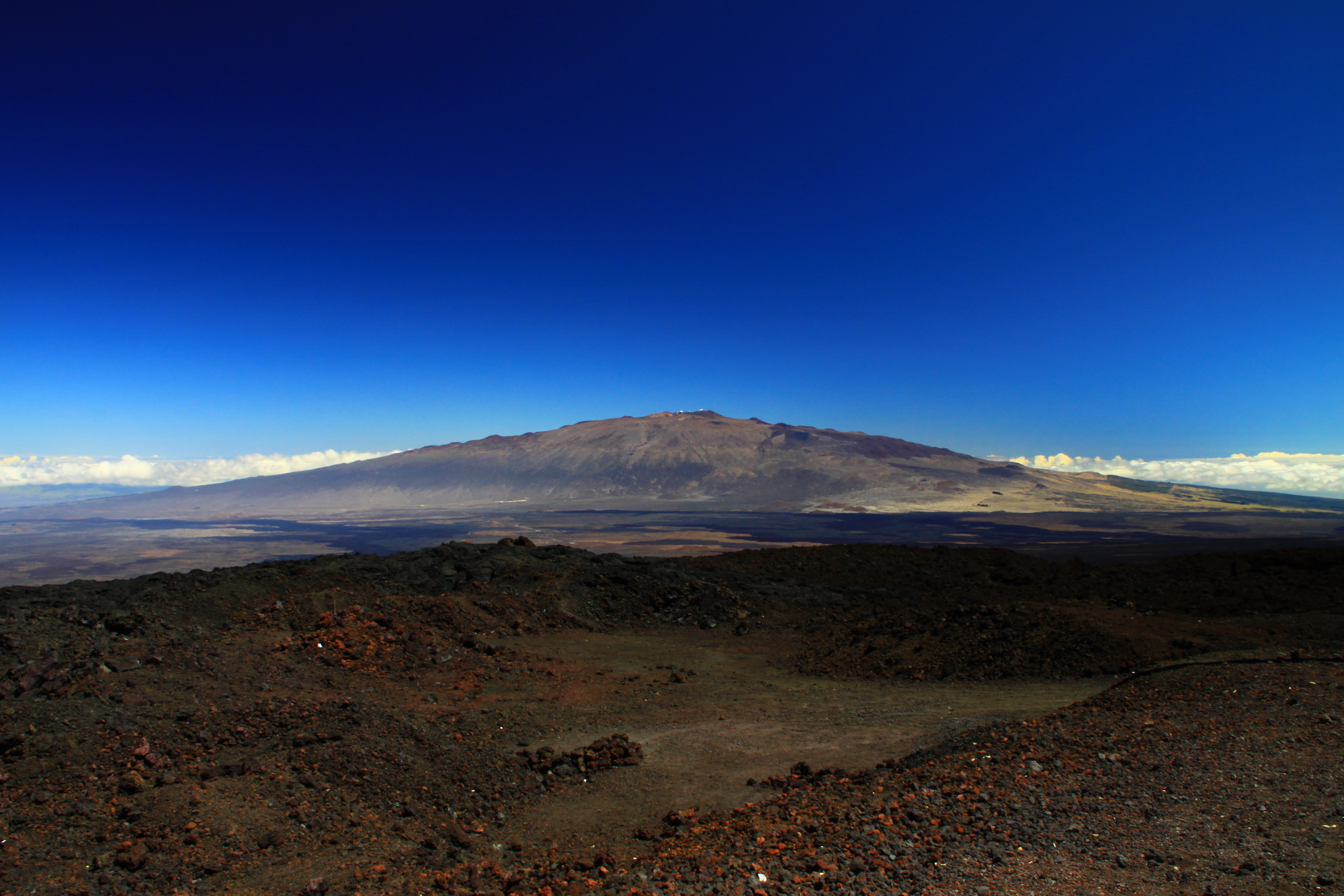
مونا كيا (من مونا لوا ) ، هاواي
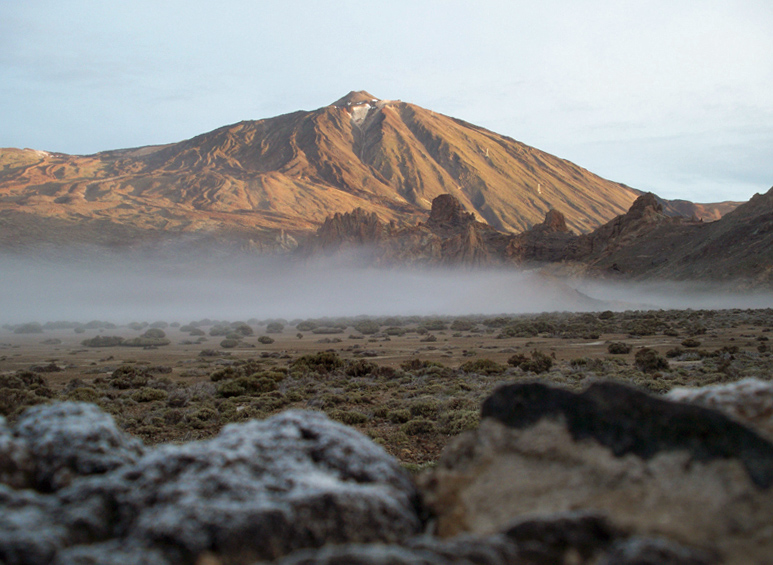
تيد ، جزر الكناري
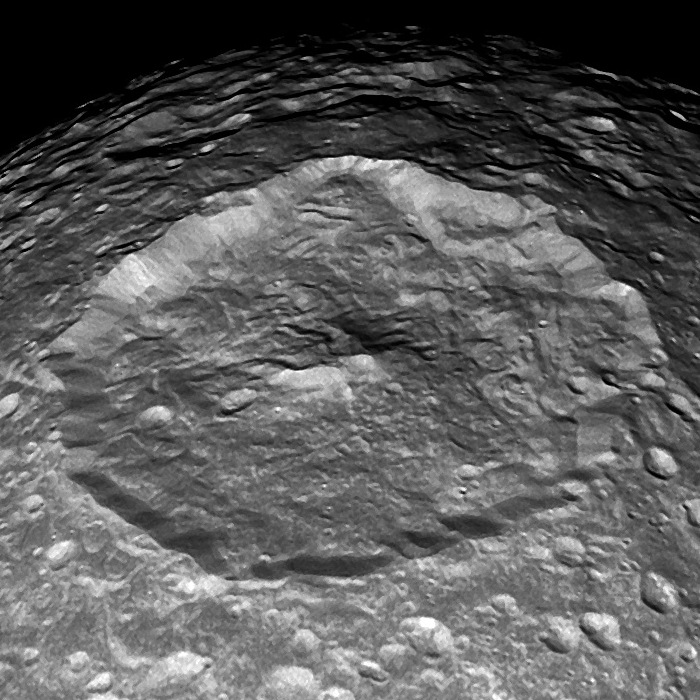
صورة كاسيني لحفرة هيرشيل  [لغات أخرى]‏ على ميماس وذروتها المركزية
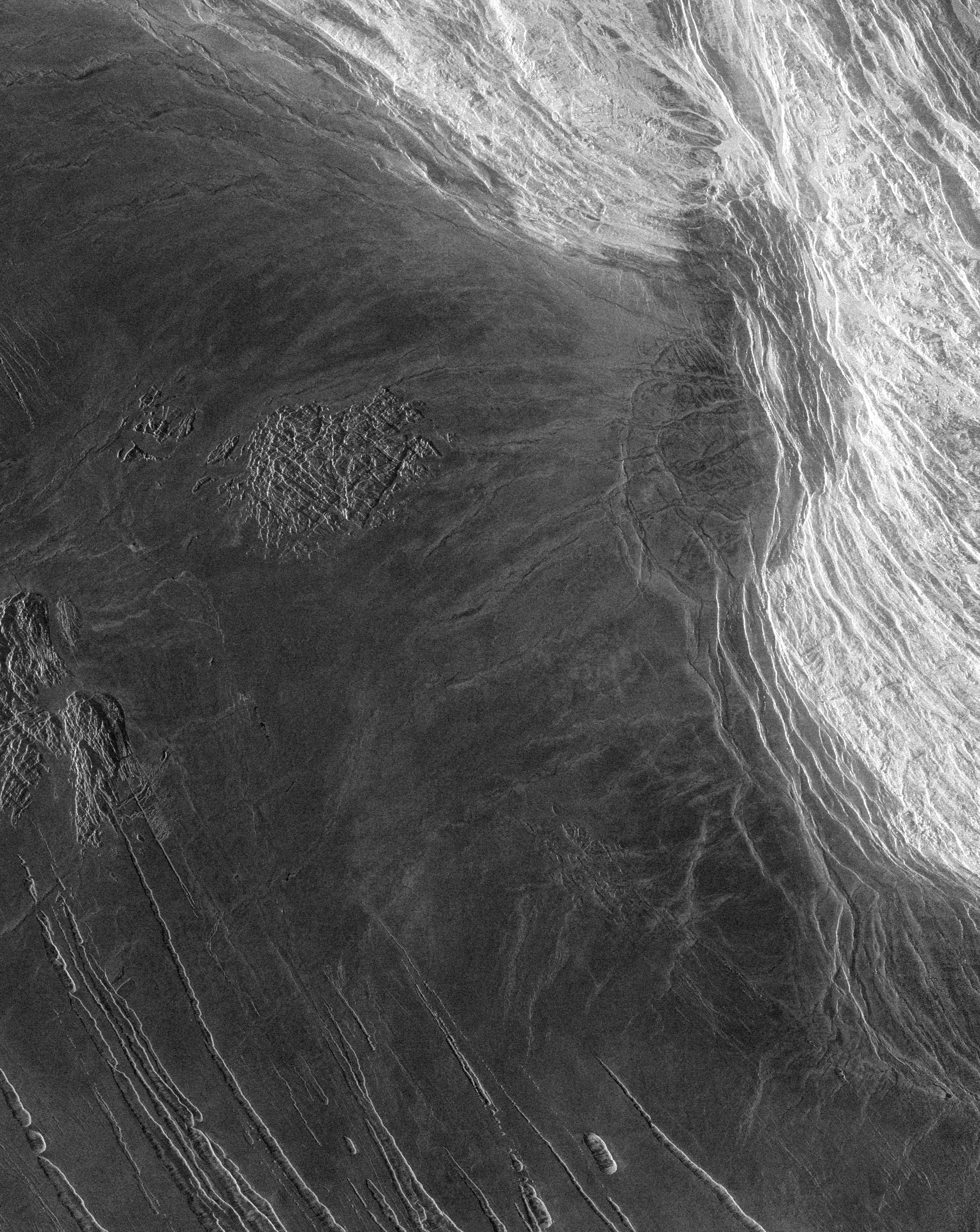
ماجلان SAR صورة Skadi Mons في فينوس ماكسويل مونتس
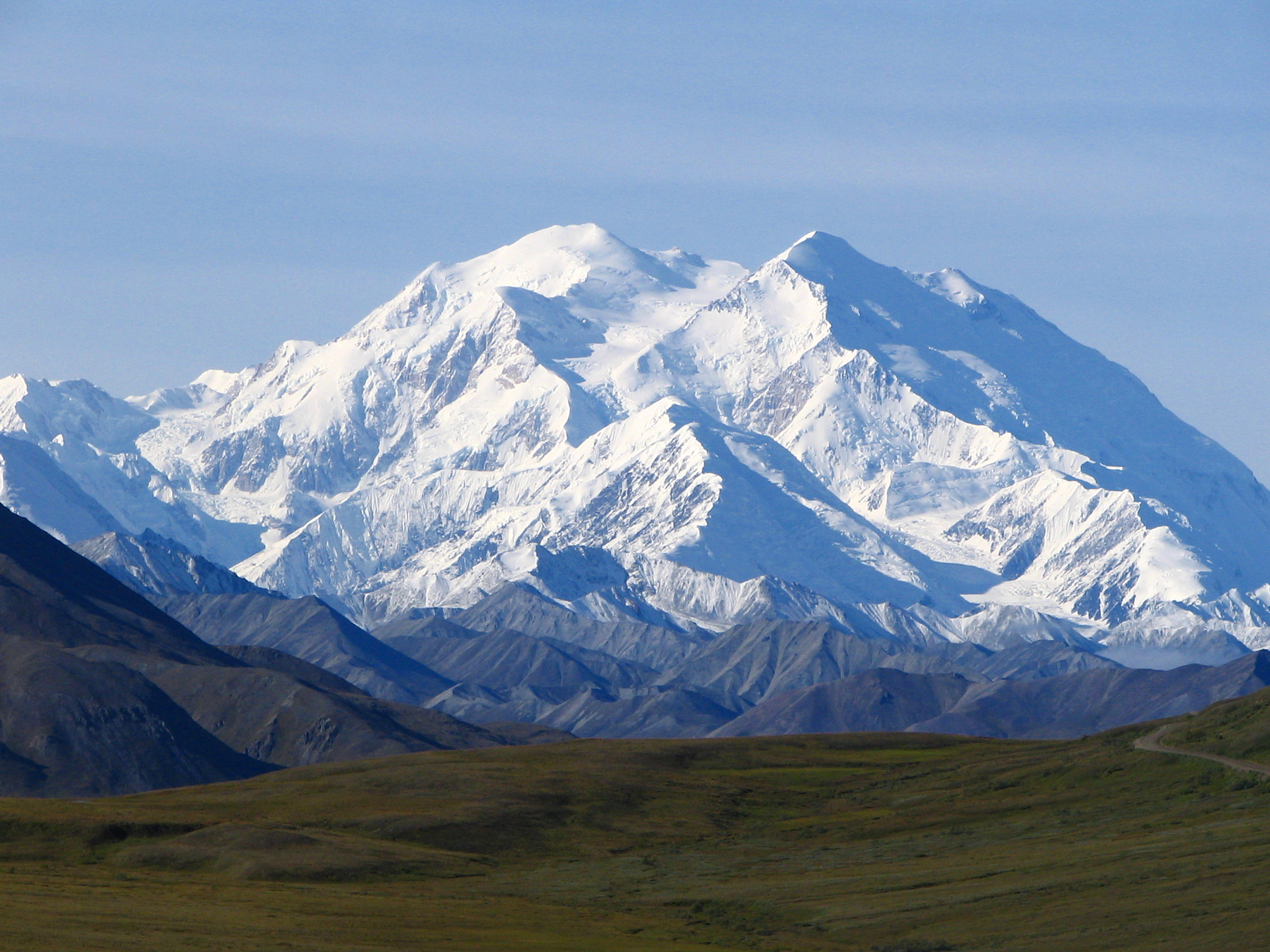
دينالي (جبل ماكينلي) ، ألاسكا
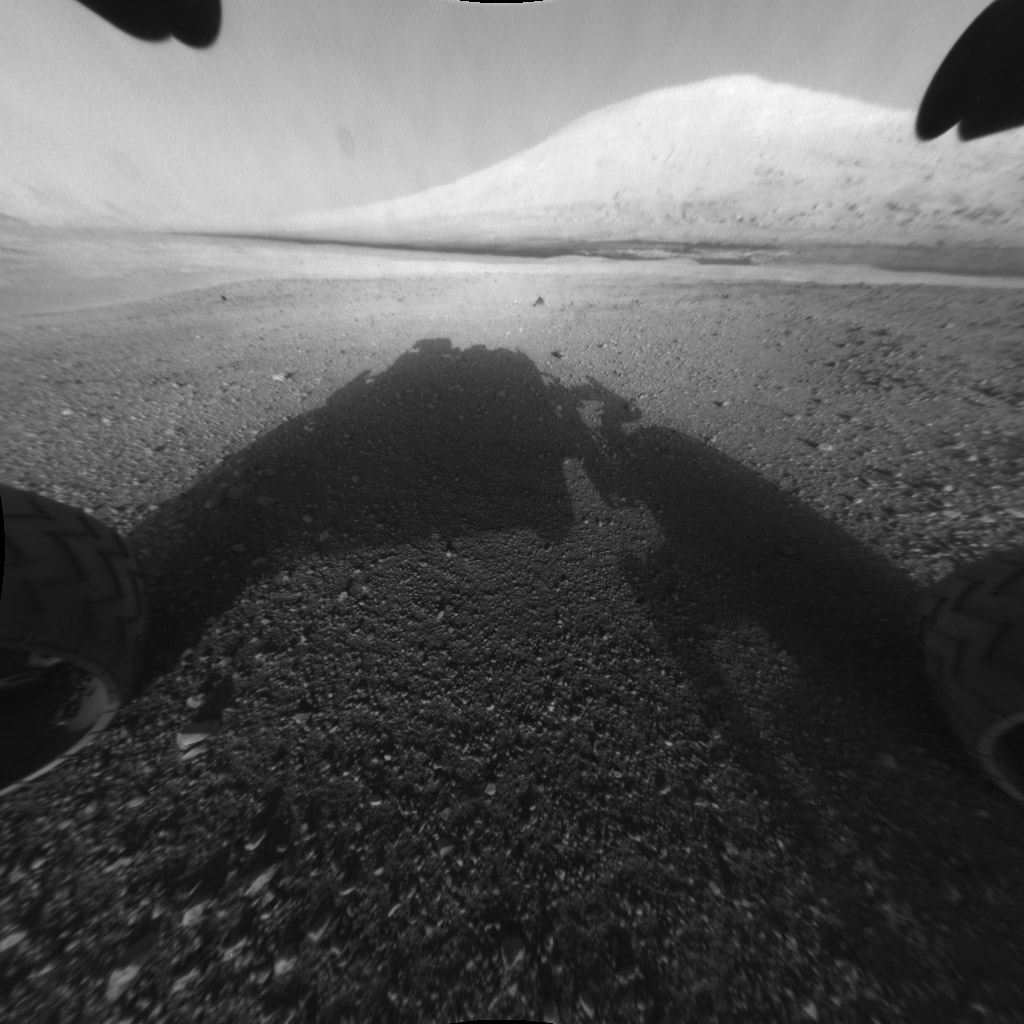
أيوليس مونس ("جبل شارب") ، المريخ (كما يراها الفضول روفر في 6 أغسطس 2012). [n 16]
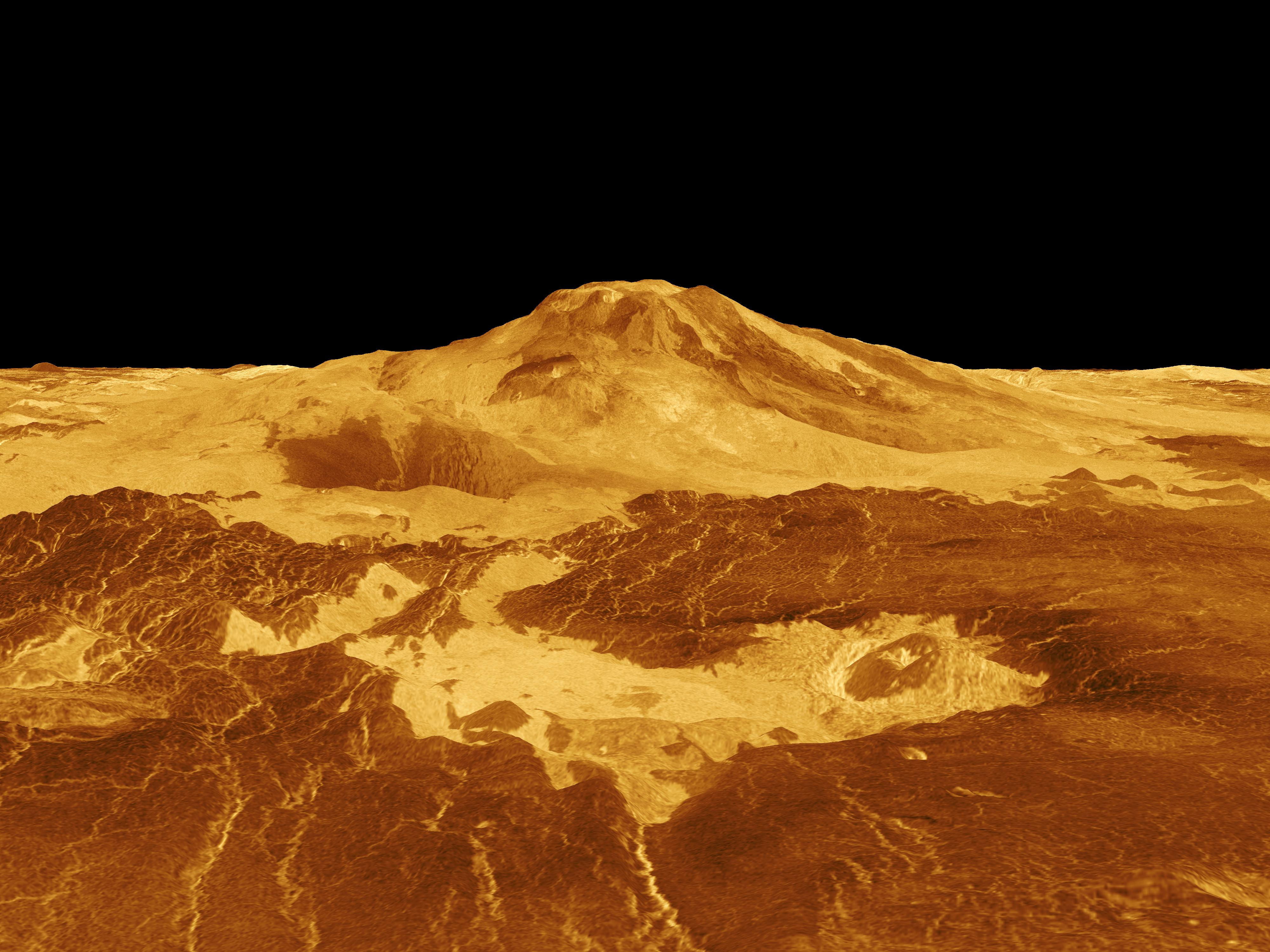
ماعت مونس ، فينوس (تصوير الرادار بالإضافة إلى قياس الارتفاع ، مبالغة رأسية 10x)
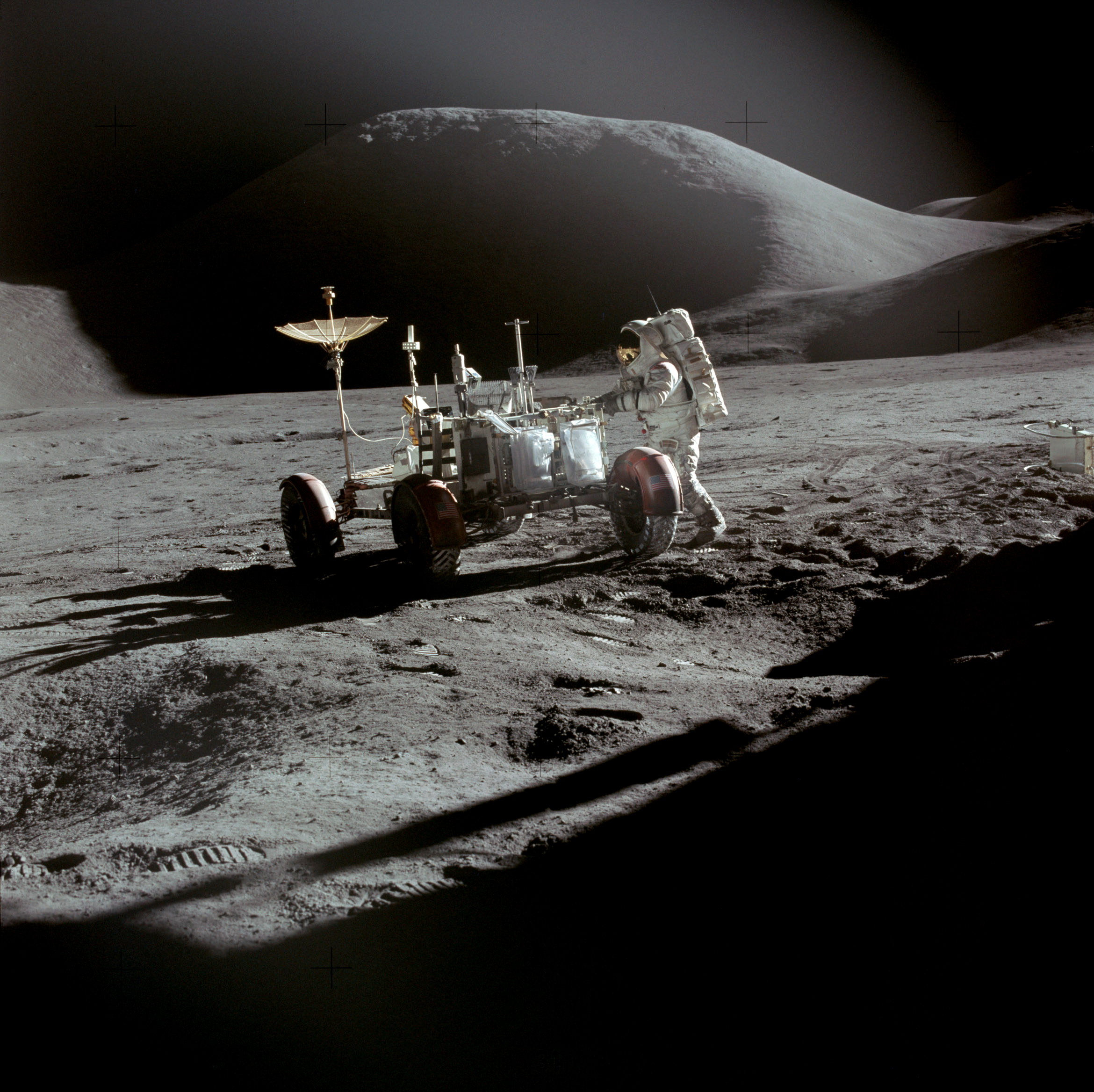
The Moon's Mons Hadley ، بالقرب من موقع هبوط أبولو 15 (1971)
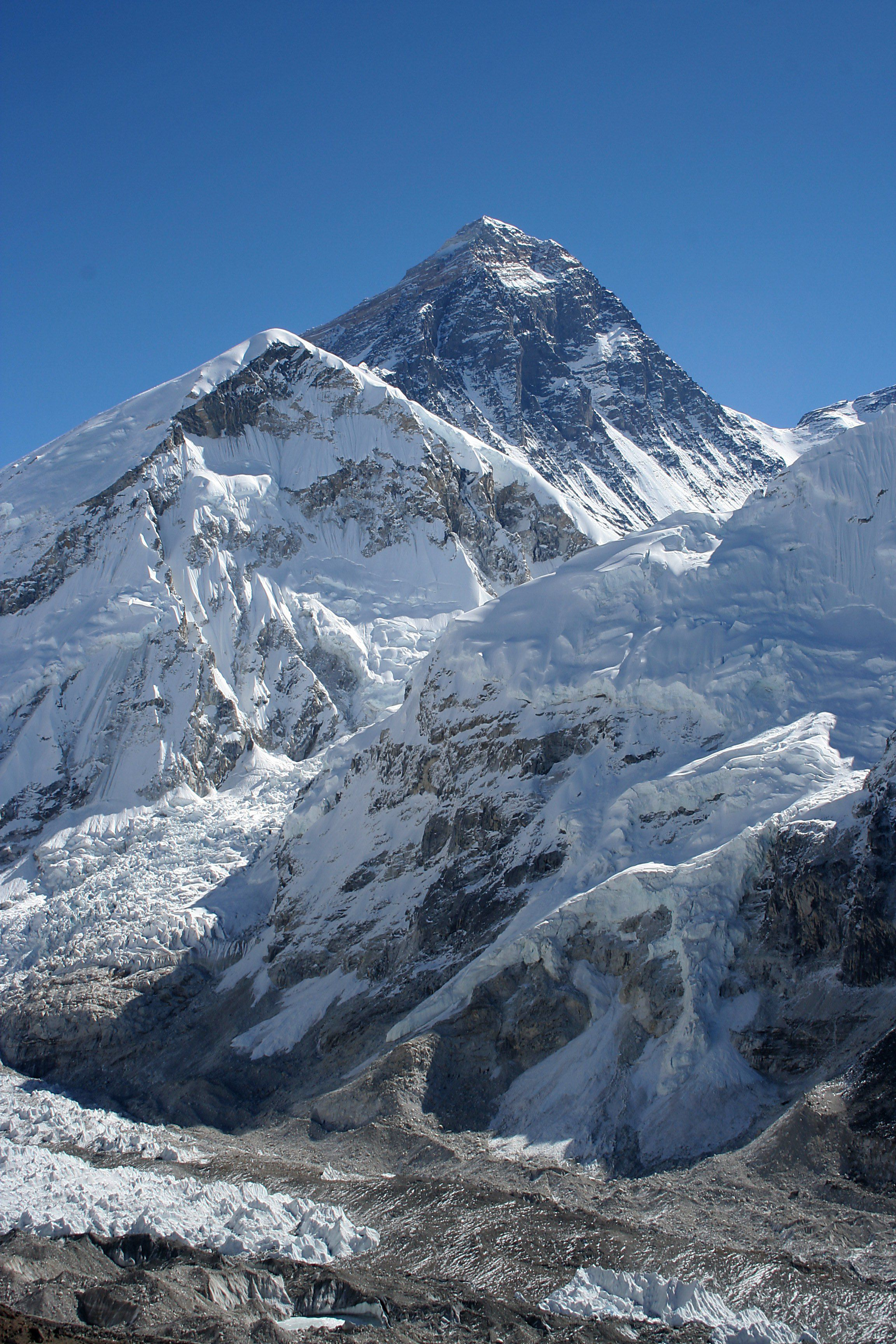
جبل ايفرست (ساغارماثا / تشومولونغما) ، نيبال / التبت
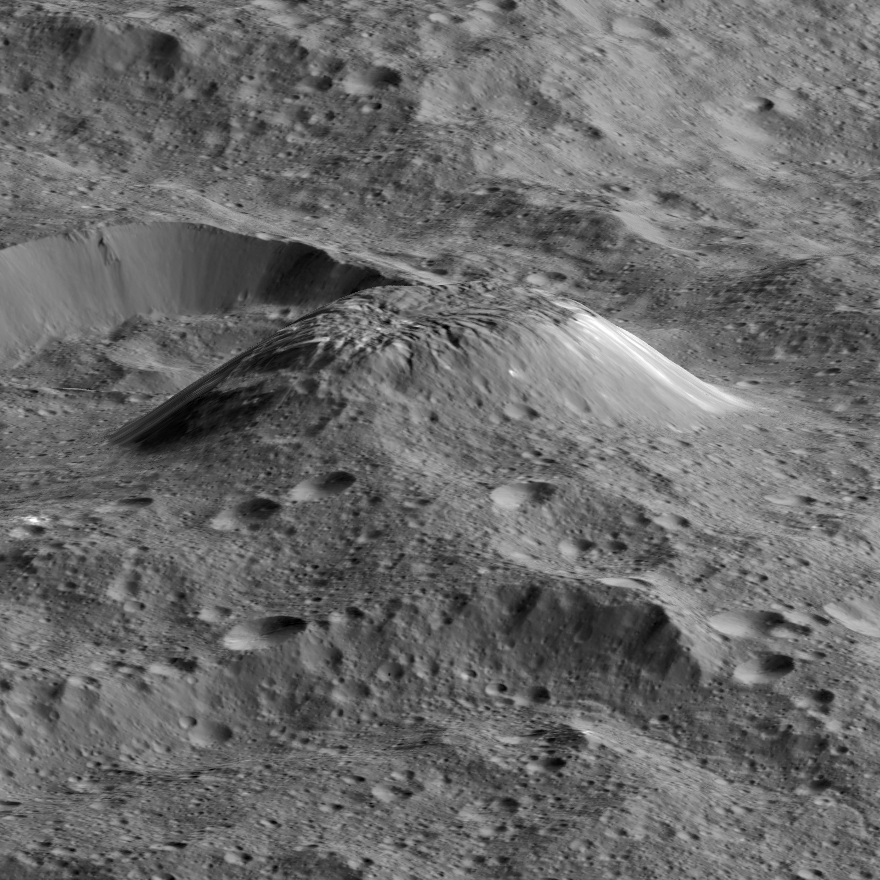
Ahuna Mons on Ceres ، تم تصويره بواسطة Dawn من LAMO
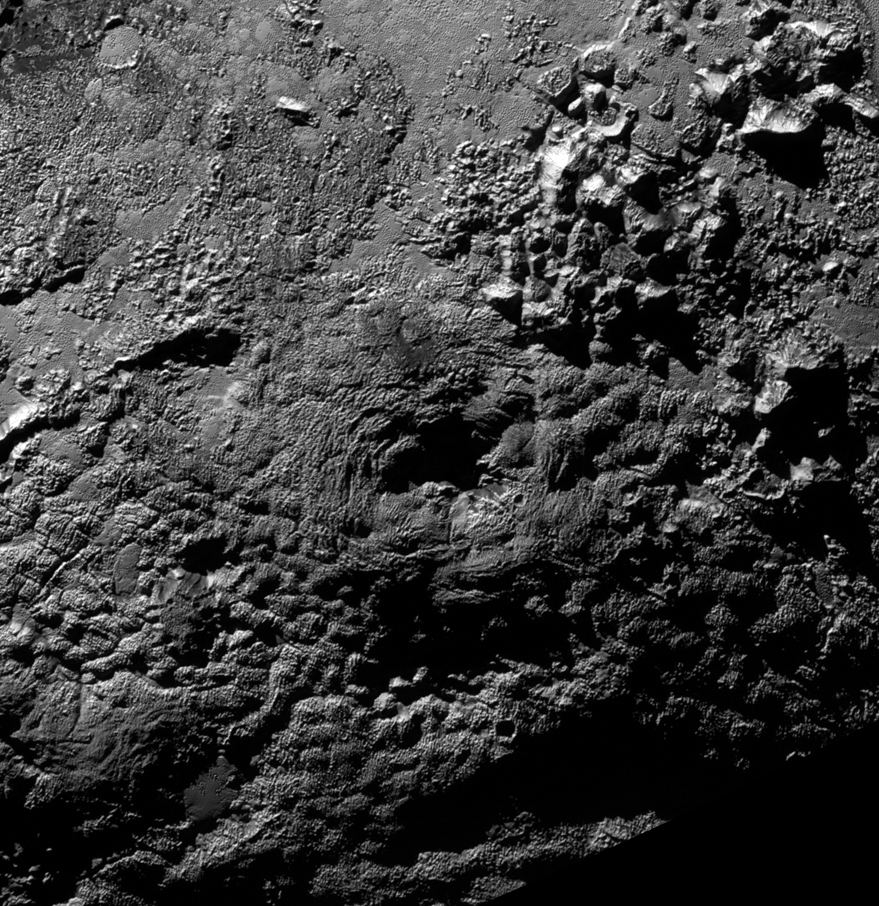
بلوتو بركان بارد ممكن رايت مونس  [لغات أخرى]‏
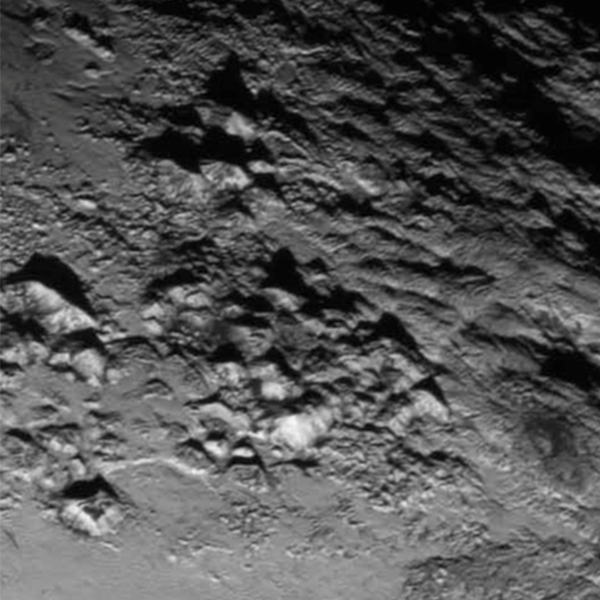
آفاق جديدة لصورة تنزينز مونتيس  [لغات أخرى]‏ بلوتو (أيضا في الصورة السابقة)
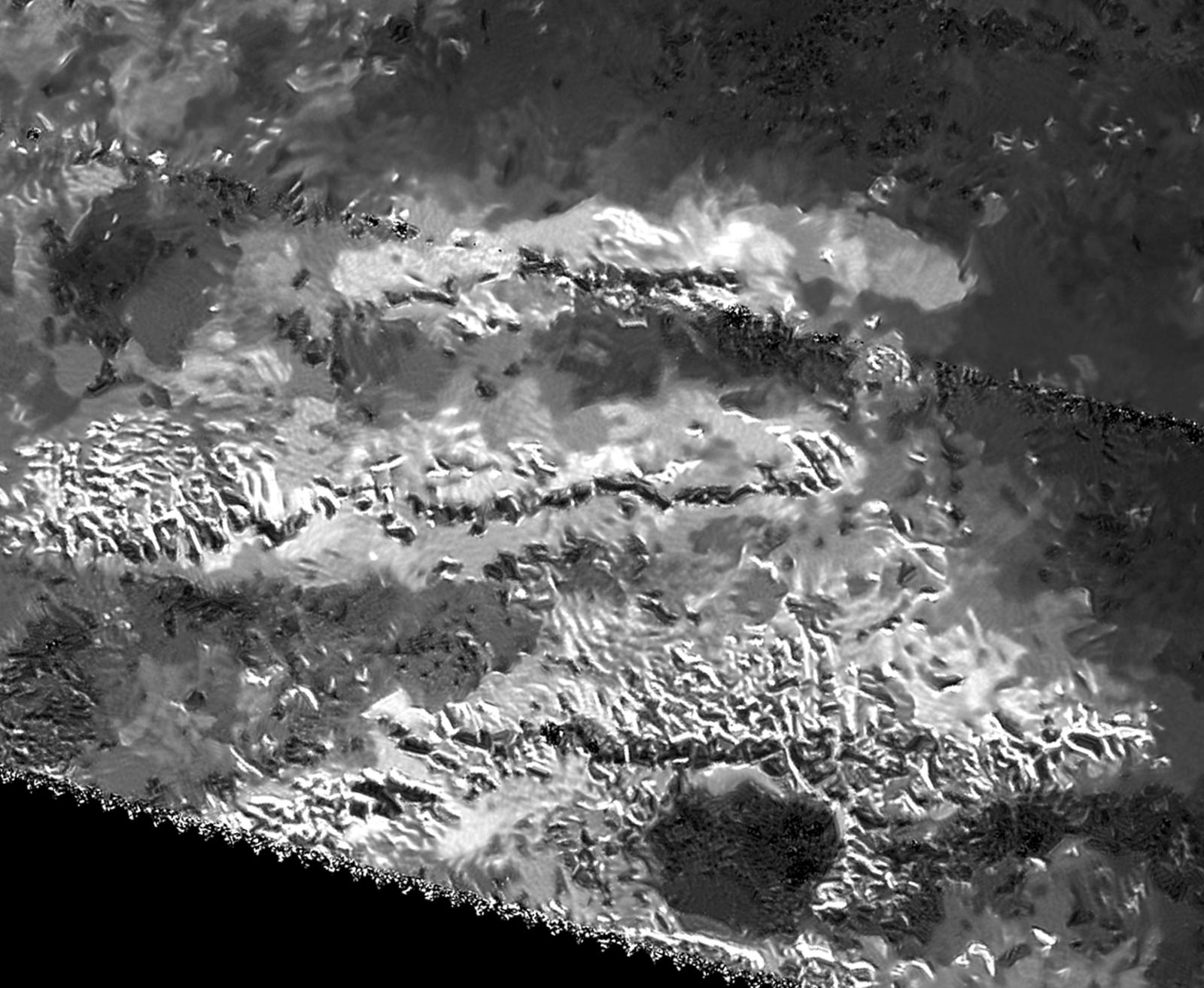
صورة كاسيني SAR لـ جبال ميثريم من تيتان ، والتي تظهر ثلاثة تلال متوازية
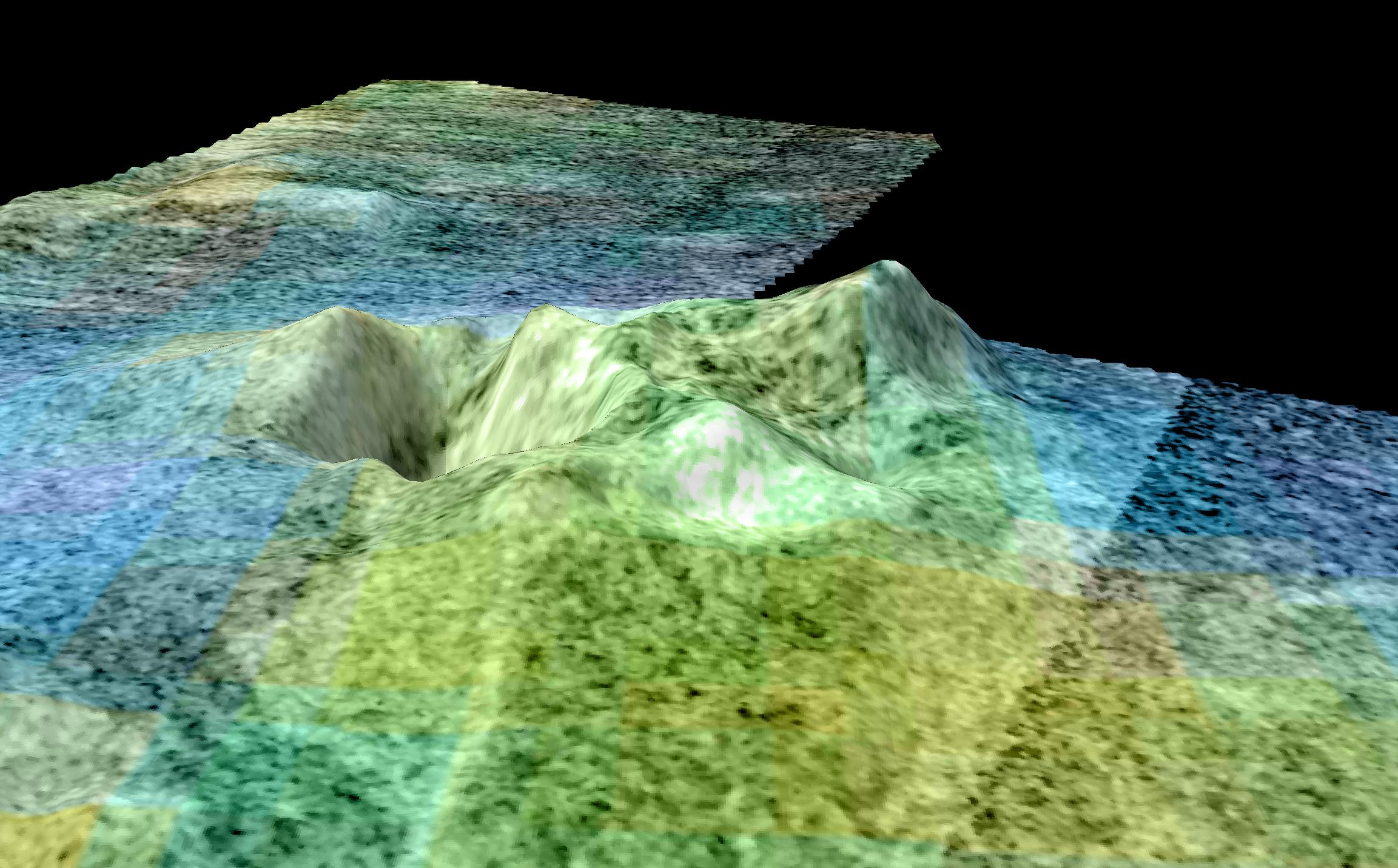
منظر متولد عن الرادار لموتان دوان مونس وكاترا سوترا باتيرا ( توسع رأسي 10x)

## روابط خارجية
- 3-D anaglyphs ذروة المركزية Rheasilvia لفي photojournal.jpl.nasa.gov: عرض رأس و عرض الجانب
- مناظر ملونة لذروة Rheasilvia المركزية في Planetary.org: منظر جانبي (ذروة في أعلى اليمين) وفسيفساء لنصف الكرة الجنوبي لفيستا
- بانوراما ملونة من Aeolis Mons من 21 سبتمبر 2012 (عرض أصغر متوازن الألوان هنا )
- عرض لون Aeolis Mons بواسطة سين دوران
- فيديو عالي الدقة من التحليق فوق سفوح أيوليس مونس بواسطة سين دوران
- بانوراما Gigapixel من Mt. ايفرست المنطقة نسخة محفوظة 31 أغسطس 2016 على موقع واي باك مشين. التي كتبها ديفيد Breashears